# ليالي الأموات الأحياء المثيرة
ليالي الموتى الأحياء المثيرة (بالإيطالية: Le notti erotiche dei morti viventi)‏ هو فيلم رعب زومبي شبقي إيطالي تم تصويره عام 1980 من إخراج وسيناريو جو داماتو.

## القصة
في زيارته الثانية لجمهورية الدومينيكان، استأجر مطور الأراضي جون ويلسون، جزيرة استوائية من الحكومة، تحمل -دون علمه- لعنة فودو. خطط للذهاب إلى هناك لمسح أرض لبناء فندق. يستأجر ويلسون القبطان أوهارا ليصطحبه هو وفيونا في رحلة إلى الجزيرة. أخبره أوهارا عن الأسطورة المحيطة بالجزيرة، وعن زومبي تقودهم قطة. أبحرت المجموعة إلى الجزيرة، حيث استقبلتهم لونا وشامان. يُحذرونهم بضرورة مغادرة الجزيرة لانها مسكونة من قبل زومبي من السكان الأصليين الأموات.

## فريق التمثيل
- لاورا غيمسر في دور لونا
- جورج ايستمان في دور لاري اوهارا
- ديرس فوناري في دور فيونا
- مارك شانون في دور جون ويلسون
- لوسيا راميريز في دور ليز (غير معتمدة)

## الإنتاج
صور الفيلم في نفس الوقت الذي تم فيه تصوير فيلم "بورنو هولوكوست" في سانتو دومينغو مع طاقم الممثلين نفسه. يشتمل كلا الفيلمين على مجموعة من رجال الأعمال الذين يجدون جزيرة، ويمارسون الجنس، ثم يُقتلون واحدًا تلو الآخر.

## الاصدار
صدر الفيلم عام 1980 ولم يحقق نجاحًا كبيرًا. وكما ذكر داماتو في مقابلة، «كانت ليالي الموتى الأحياء المثيرة بمثابة فشل ذريع. لقد سعيت جاهدًا لدمج نوعيّ المفضلين من الأفلام، مائلًا أكثر نحو الجانب الإيروتيكي في هذه الحالة، لكن الجمهور رفض الفيلم».

## الاستقبال
في عام 2005، كتب لويس بول في فصلٍ مُخصصٍ لداماتو أن الفيلم «سينما رعب فاشلة بامتياز، ولكنه مع ذلك جدير بالمشاهدة. ففي تاريخ أفلام الرعب الإيطالية، لا يوجد فيلم روائي آخر يُضاهيه».
أعطى داني شيبكا، مؤلف كتاب "التحريف الضار: سينما الاستغلال في إيطاليا وإسبانيا وفرنسا"، كل من فلمي "بورو هولوكوست" و"ليالي الموتى الاحياء المثيرة" مراجعة واراء نقدية سلبية، منتقدًا التمثيل والآثار الدموية والمشاهد الجنسية، فيقول بان دمج "الجنس المتشدّد والعنف الشديد أمر مزعج للغاية" وصف في كتابه "أفلام الزومبي: المرشد الاقصي" الفيلم بأنه «واحد من أسوأ إن لم يكن أسوأ فيلم زومبي إيطالي على الإطلاق».

## روابط خارجية
- ليالي الأموات الأحياء المثيرة على موقع IMDb (الإنجليزية)
- ليالي الأموات الأحياء المثيرة على موقع ألو سيني (الفرنسية)
- ليالي الأموات الأحياء المثيرة على موقع أول موفي (الإنجليزية)
- ليالي الأموات الأحياء المثيرة على موقع فيلمافينيتي (الإسبانية)
- ليالي الأموات الأحياء المثيرة على موقع قاعدة بيانات الفيلم (الإنجليزية)
- ليالي الأموات الأحياء المثيرة على موقع ليتربوكسد (الإنجليزية)
- ليالي الأموات الأحياء المثيرة على موقع كينوبويسك (الروسية)